# Ruda Duża
Ruda Duża – część wsi Ruda w Polsce, położona w województwie świętokrzyskim, w powiecie starachowickim, w  gminie Brody.
W latach 1975–1998 Ruda Duża administracyjnie należała do województwa kieleckiego.
Wierni Kościoła rzymskokatolickiego należą do parafii Wniebowzięcia Najświętszej Maryi Panny w Krynkach.